# Lijst van ministers van Binnenlandse Zaken van Chili
Het ministerie van Binnenlandse Zaken en Openbare Veiligheid van Chili (Spaans: Ministerio del Interior y Seguridad Pública) is een ministerie binnen de Chileense regering en werd in 2011 ingesteld. De huidige minister is de onafhankelijke Izkia Siches, die op 11 maart 2022 aantrad. Zij is de eerste vrouw die de functie bekleedt.
Bij afwezigheid van de president van Chili (bijvoorbeeld tijdens een buitenlandse reis of het overlijden van het staatshoofd tijdens diens ambtstermijn) neemt de minister van Binnenlandse Zaken het presidentschap waar. 
In het verleden droeg het ministerie verschillende namen:
- Secretaris van de Regering (1812-1814)
- Minister van de Regering (1817-1819)
- Minister van de Regering en van Buitenlandse Zaken (1818-1829)
- Minister van Binnen- en Buitenlandse Zaken (1829-1871)
- Minister van Binnenlandse Zaken (1871-2011)
- Minister van Binnenlandse Zaken en Openbare Veiligheid (sinds 2011)

In de periode 1891 tot 1925 was de minister van Binnenlandse Zaken de voorzitter van de ministerraad en na de president de belangrijkste man van de regering.
| Persoon                             | Periode             | President                                  | Partij                                           |
| José Gáspar Marín                   | 1811                | 1e Regerings-junta                         |                                                  |
| José Gregorio Argomedo              | 1811                | 1e Regerings-junta                         |                                                  |
| Manuel Joaquín Valdivieso           | 1811                | 2e Regerings-junta                         |                                                  |
| José Gregorio Argomedo              | 1811                | 3e Regerings-junta                         |                                                  |
| Agustín Vial Santelices             | 1811                | 4e Regerings-junta                         |                                                  |
| Manuel Rodríguez                    | 1811-1812           | 5e Regerings-junta                         |                                                  |
| Agustín Vial Santelices             | 1812-1813           | Regerings-junta                            |                                                  |
| Manuel de Salas                     | 1813                | Regerings-junta                            |                                                  |
| Mariano Egaña                       | 1813-1814           | Regerings-junta                            |                                                  |
| José María Villarreal               | 1814                | Regerings-junta                            |                                                  |
| Francisco de la Lastra              | 1814                | Regerings-junta                            |                                                  |
| Bernardo de Vera y Pintado          | 1814                | Regerings-junta                            |                                                  |
| Manuel Rodríguez                    | 1814                | Regerings-junta                            |                                                  |
| Miguel Zañartu                      | 1817-1818           | Bernardo O'Higgins                         |                                                  |
| Antonio José de Irisarri            | 1818                | Bernardo O'Higgins                         |                                                  |
| Joaquín Echeverría                  | 1818-1823           | Bernardo O'Higgins                         |                                                  |
| Manuel de Salas                     | 1823                | Regerings-junta                            |                                                  |
| Francisco Antonio Pinto             | 1823-1824           | Ramón Freire                               |                                                  |
| Francisco Ramón Vicuña              | 1824-1825           | Ramón Freire                               |                                                  |
| Juan de Dios Vial                   | 1825                | Ramón Freire                               |                                                  |
| Joaquín Campino                     | 1825-1826           | Ramón Freire                               |                                                  |
| Ventura Blanco Encalada             | 1826                | Manuel Blanco Encalada                     |                                                  |
| Manuel José Gandarillas             | 1826-1827           | Agustín Eyzaguirre                         |                                                  |
| José Miguel del Solar               | 1827                | Ramón Freire                               |                                                  |
| Carlos Rodríguez Erdoíza            | 1827-1829           | Francisco Antonio Pinto                    |                                                  |
| Melchor José Ramos                  | 1829                | Francisco Ramón Vicuña                     |                                                  |
| José Nicolas de la Cerda            | 1829                | Francisco Ramón Vicuña                     |                                                  |
| Juan Francisco Meneses              | 1830                | Francisco Ruiz-Tagle                       |                                                  |
| Mariano Egaña                       | 1830                | José Tomás Ovalle                          |                                                  |
| Diego Portales                      | 1830-1831           | José Tomás Ovalle                          |                                                  |
| Diego Portales                      | 1831                | Fernando Errázuriz                         |                                                  |
| Ramón Errázuriz Aldunate            | 1831-1832           | José Joaquín Prieto                        | Pelucones                                        |
| Joaquín Tocornal Jiménez            | 1832-1835           | José Joaquín Prieto                        | Pelucones                                        |
| Diego Portales Palazuelos           | 1835-1837           | José Joaquín Prieto                        | Pelucones                                        |
| Joaquín Tocornal Jiménez            | 1837-1840           | José Joaquín Prieto                        | PCon                                             |
| Manuel Montt Torres                 | 1840-1841           | José Joaquín Prieto                        | PCon                                             |
| José Miguel Irarrázaval Alcalde     | 1841                | José Joaquín Prieto                        | PCon                                             |
| Ramón Luis Irarrázaval              | 1841                | José Joaquín Prieto                        | PCon                                             |
| Ramón Rengifo Cárdenas              | 1841                | José Joaquín Prieto                        | PCon                                             |
| Ramón Luis Irarrázaval              | 1841-1845           | Manuel Bulnes Prieto                       | PCon                                             |
| Manuel Montt Torres                 | 1845-1846           | Manuel Bulnes Prieto                       | PCon                                             |
| Manuel Camilo Vial Formas           | 1846-1849           | Manuel Bulnes Prieto                       | PCon                                             |
| José Joaquín Pérez Mascayano        | 1849-1850           | Manuel Bulnes Prieto                       | PCon                                             |
| Antonio Varas de la Barra           | 1850-1851 1851-1856 | Manuel Bulnes Prieto Manuel Montt Torres   | PCon                                             |
| Francisco Javier Ovalle Bezanilla   | 1856-1857           | Manuel Montt Torres                        | PCon                                             |
| Manuel Jerónimo Urmeneta García     | 1857-1859           | Manuel Montt Torres                        | PN                                               |
| Matías Ovalle Errázuriz             | 1859-1860           | Manuel Montt Torres                        | PN                                               |
| Antonio Varas de la Barra           | 1860-1861           | Manuel Montt Torres                        | PN                                               |
| Manuel Alcalde Velasco              | 1861-1862           | José Joaquín Pérez Mascayano               | PN                                               |
| Manuel Antonio Tocornal Grez        | 1862-1864           | José Joaquín Pérez Mascayano               | PCon                                             |
| Álvaro Covarrubias Ortúzar          | 1864-1867           | José Joaquín Pérez Mascayano               | PL                                               |
| Francisco Vargas Fontecilla         | 1867-1868           | José Joaquín Pérez Mascayano               | PL                                               |
| Miguel Luis Amunátegui              | 1868-1870           | José Joaquín Pérez Mascayano               | Onafhankelijk                                    |
| Belisario Prats Perez               | 1870-1871           | José Joaquín Pérez Mascayano               | PL                                               |
| Eulogio Altamirano Aracena          | 1871-1876           | Federico Errázuriz Zañartu                 | PCon                                             |
| José Victorino Lastarria            | 1876-1877           | Anibal Pinto Garmendia                     | PL                                               |
| Vicente Reyes Palazuelos            | 1877-1878           | Anibal Pinto Garmendia                     | PL                                               |
| Belisario Prats Perez               | 1878-1879           | Anibal Pinto Garmendia                     | PL                                               |
| Antonio Varas de la Barra           | 1879                | Anibal Pinto Garmendia                     | PN                                               |
| Domingo Santa María González        | 1879-1880           | Anibal Pinto Garmendia                     | PL                                               |
| Manuel Recabarren Rencoret          | 1880-1881           | Anibal Pinto Garmendia                     | PR                                               |
| José Francisco Vergara Etchevers    | 1881-1882           | Domingo Santa María González               | PR (Alianza Liberal)                             |
| José Manuel Balmaceda Fernández     | 1882-1885           | Domingo Santa María González               | PL (Alianza Liberal)                             |
| Ramón Barros Luco                   | 1885                | Domingo Santa María González               | PL (Alianza Liberal)                             |
| José Ignacio Vergara                | 1885                | Domingo Santa María González               | Partijloos (Alianza Liberal)                     |
| Eusebio Lillo Robles                | 1886                | José Manuel Balmaceda                      | PL (Alianza Liberal)                             |
| Carlos Antúnez González             | 1886-1887           | José Manuel Balmaceda                      | PL (Alianza Liberal)                             |
| Aníbal Zañartu Zañartu              | 1887-1888           | José Manuel Balmaceda                      | PL (Alianza Liberal)                             |
| Pedro Lucio Cuadra                  | 1888                | José Manuel Balmaceda                      | PL (Alianza Liberal)                             |
| Ramón Barros Luco                   | 1888-1889           | José Manuel Balmaceda                      | PL (Alianza Liberal)                             |
| Demetrio Lastarria                  | 1889                | José Manuel Balmaceda                      | PL (Alianza Liberal)                             |
| Ramón Donoso                        | 1889                | José Manuel Balmaceda                      | PL (Alianza Liberal)                             |
| Mariano Sánchez                     | 1889-1890           | José Manuel Balmaceda                      | PL (Alianza Liberal)                             |
| Adolfo Ibáñez Gutiérrez             | 1890                | José Manuel Balmaceda                      | PL (Alianza Liberal)                             |
| Enrique Salvador Sanfuentes         | 1890                | José Manuel Balmaceda                      | PL (Alianza Liberal)                             |
| Belisario Prats                     | 1890                | José Manuel Balmaceda                      | PL (Alianza Liberal)                             |
| Claudio Vicuña                      | 1890-1891           | José Manuel Balmaceda                      | PL (Alianza Liberal)                             |
| Domingo Godoy                       | 1891                | José Manuel Balmaceda                      | PL (Alianza Liberal)                             |
| Manuel José Yrarrázaval Larraín     | 1891                | Tegenregering te Iquique                   | PCon                                             |
| Julio Bañados Espinoza              | 1891                | José Manuel Balmaceda                      | PL                                               |
| Manuel José Yrarrázaval Larraín     | 1891-1892           | Jorge Montt                                | PCon                                             |
| Eduardo Matte                       | 1892                | Jorge Montt                                | PL                                               |
| Ramón Barros Luco                   | 1892-1893           | Jorge Montt                                | PL                                               |
| Pedro Montt Montt                   | 1893-1894           | Jorge Montt                                | PN                                               |
| Enrique Mac Iver                    | 1894                | Jorge Montt                                | PR                                               |
| Ramón Barros Luco                   | 1894-1895           | Jorge Montt                                | PL                                               |
| Manuel Recabarren                   | 1895                | Jorge Montt                                | PL                                               |
| Osvaldo Rengifo Vial                | 1895-1896           | Jorge Montt                                | PL                                               |
| Aníbal Zañartu Zañartu              | 1896                | Federico Errázuriz Echaurren               | PL                                               |
| Carlos Antúnez González             | 1896-1897           | Federico Errázuriz Echaurren               | PL                                               |
| Augusto Orrego Luco                 | 1897                | Federico Errázuriz Echaurren               | PL                                               |
| Antonio Valdés                      | 1897-1898           | Federico Errázuriz Echaurren               |                                                  |
| Carlos Walker Martínez              | 1898-1899           | Federico Errázuriz Echaurren               | PCon                                             |
| Raimundo Silva                      | 1899                | Federico Errázuriz Echaurren               |                                                  |
| Rafael Sotomayor Gaete              | 1899                | Federico Errázuriz Echaurren               | PR                                               |
| Elías Fernández Albano              | 1899-1900           | Federico Errázuriz Echaurren               | PN                                               |
| Mariano Sánchez Fontecilla          | 1900                | Federico Errázuriz Echaurren               | PL                                               |
| Juan Antonio Orrego                 | 1900-1901           | Federico Errázuriz Echaurren               |                                                  |
| Domingo Amunátegui                  | 1901                | Federico Errázuriz Echaurren               |                                                  |
| Aníbal Zañartu                      | 1901                | Federico Errázuriz Echaurren               | PL                                               |
| Luis Rodríguez                      | 1901                | Aníbal Zañartu                             |                                                  |
| Ramón Barros Luco                   | 1901                | Germán Riesco                              | PL                                               |
| Ismael Tocornal                     | 1901-1902           | Germán Riesco                              | PR                                               |
| Ramón Barros Luco                   | 1902                | Germán Riesco                              | PL                                               |
| Elías Fernández Albano              | 1902-1903           | Germán Riesco                              | PN                                               |
| Ramón Barros Luco                   | 1903                | Germán Riesco                              | PL                                               |
| Rafael Sotomayor Gaete              | 1903                | Germán Riesco                              | PR                                               |
| Ricardo Matte Pérez                 | 1903                | Germán Riesco                              | PCon                                             |
| Arturo Besa                         | 1903-1904           | Germán Riesco                              |                                                  |
| Rafael Errázuriz                    | 1904                | Germán Riesco                              |                                                  |
| Manuel Egidio                       | 1904                | Germán Riesco                              |                                                  |
| Rafael Sotomayor Gaete              | 1904                | Germán Riesco                              | PR                                               |
| Emilio Bello                        | 1904-1905           | Germán Riesco                              | PCon                                             |
| José Rafael Balmaceda               | 1905                | Germán Riesco                              | PLD                                              |
| José Antonio Orrego                 | 1905                | Germán Riesco                              |                                                  |
| Miguel Cruchaga                     | 1905-1906           | Germán Riesco                              | PCon                                             |
| José Ramón Gutiérrez                | 1906                | Germán Riesco                              | PCon                                             |
| Manuel Salinas                      | 1906                | Germán Riesco                              |                                                  |
| Javier Ángel Figueroa               | 1906                | Pedro Montt                                | PL                                               |
| Vicente Santa Cruz Vargas           | 1906-1907           | Pedro Montt                                |                                                  |
| Luis Antonio Vergara                | 1907                | Pedro Montt                                |                                                  |
| Rafael Sotomayor Gaete              | 1907-1908           | Pedro Montt                                | PR                                               |
| Javier Ángel Figueroa               | 1908-1909           | Pedro Montt                                | PLD                                              |
| Eduardo Charme                      | 1909                | Pedro Montt                                | PLDo                                             |
| Enrique Rodríguez                   | 1909                | Pedro Montt                                |                                                  |
| Ismael Tocornal                     | 1909-1910           | Pedro Montt                                | PR                                               |
| Agustín Edwards                     | 1910                | Pedro Montt                                | PL                                               |
| Elías Fernández Albano              | 1910                | Pedro Montt                                | PN                                               |
| Luis Izquierdo                      | 1910                | Elías Fernández Albano                     | PL                                               |
| Enrique Rodríguez                   | 1910                | Emiliano Figueroa                          |                                                  |
| Maximiliano Ibáñez                  | 1910-1911           | Ramón Barros Luco                          | PL                                               |
| Rafael Orrego                       | 1911                | Ramón Barros Luco                          | PL                                               |
| José Ramón Gutiérrez                | 1911-1912           | Ramón Barros Luco                          | PCon                                             |
| Abraham Ovalle Ovalle               | 1912                | Ramón Barros Luco                          | PCon                                             |
| Ismael Tocornal                     | 1912                | Ramón Barros Luco                          | PR                                               |
| Guillero Rivera                     | 1912                | Ramón Barros Luco                          |                                                  |
| Guillermo Barros                    | 1912-1913           | Ramón Barros Luco                          |                                                  |
| Manuel Rivas                        | 1913                | Ramón Barros Luco                          | PL                                               |
| Rafael Orrego                       | 1913-1914           | Ramón Barros Luco                          | PCon                                             |
| Eduardo Charme                      | 1914                | Ramón Barros Luco                          | PLDo                                             |
| Guillermo Barros                    | 1914                | Ramón Barros Luco                          |                                                  |
| Pedro Montenegro                    | 1914-1915           | Ramón Barros Luco                          | PLD                                              |
| Enrique Rodríguez                   | 1915                | Ramón Barros Luco                          |                                                  |
| Enrique Villegas                    | 1915                | Ramón Barros Luco                          |                                                  |
| Guillermo Barros                    | 1915                | Ramón Barros Luco                          |                                                  |
| José Elías Balmaceda Fernández      | 1915                | Juan Luis Sanfuentes                       | PLD                                              |
| Maximiliano Ibáñez Ibáñez           | 1916                | Juan Luis Sanfuentes                       | PL                                               |
| Luis Izquierdo Fredes               | 1916                | Juan Luis Sanfuentes                       | PL                                               |
| Enrique Zañartu Prieto              | 1916-1917           | Juan Luis Sanfuentes                       | PLD                                              |
| Ismael Tocornal Tocornal            | 1917                | Juan Luis Sanfuentes                       | PL                                               |
| Eliodoro Yáñez                      | 1917-1918           | Juan Luis Sanfuentes                       | PLDo                                             |
| Domingo Amunátegui Solar            | 1918                | Juan Luis Sanfuentes                       | PL                                               |
| Arturo Alessandri Palma             | 1918                | Juan Luis Sanfuentes                       | PL                                               |
| Pedro García de la Huerta Izquierdo | 1918                | Juan Luis Sanfuentes                       | PL                                               |
| Armando Quezada Acharán             | 1918-1919           | Juan Luis Sanfuentes                       | PR                                               |
| Anselmo Hevia Requelme              | 1919                | Juan Luis Sanfuentes                       | PR                                               |
| Luis Serrano Arrieta                | 1919                | Juan Luis Sanfuentes                       | PR                                               |
| Enrique Bermúdez de La Paz          | 1919                | Juan Luis Sanfuentes                       | PL                                               |
| José Florencio Valdés Cuevas        | 1919                | Juan Luis Sanfuentes                       | PL                                               |
| Gregorio Burgos Figueroa            | 1919-1920           | Juan Luis Sanfuentes                       | PR                                               |
| Pedro Nicolás Montenegro Onel       | 1920                | Juan Luis Sanfuentes                       | PLD                                              |
| Federico Puga Borne                 | 1920                | Juan Luis Sanfuentes                       | PL                                               |
| Pedro García de la Huerta Izquierdo | 1920                | Juan Luis Sanfuentes                       | PL                                               |
| Pedro Aguirre Cerda                 | 1920-1921           | Arturo Alessandri                          | PR                                               |
| Héctor Arancibia Laso               | 1921                | Arturo Alessandri                          | PR                                               |
| Ismael Tocornal Tocornal            | 1921-1922           | Arturo Alessandri                          | PL                                               |
| Jorge Matte Gormaz                  | 1922                | Arturo Alessandri                          | PL                                               |
| Armando Jaramillo Valderrama        | 1922                | Arturo Alessandri                          | PL                                               |
| Antonio Huneeus Gana                | 1922                | Arturo Alessandri                          | PL                                               |
| Luis Izquierdo Fredes               | 1922                | Arturo Alessandri                          | PL                                               |
| Manuel Rivas Vicuña                 | 1922-1923           | Arturo Alessandri                          | PL                                               |
| Francisco Garcés                    | 1923                | Arturo Alessandri                          | PL                                               |
| Cornelio Saavedra Montt             | 1923                | Arturo Alessandri                          | PN                                               |
| Carlos Alberto Ruiz Bahamonde       | 1923                | Arturo Alessandri                          | PR                                               |
| Domingo Amunátegui Solar            | 1923-1924           | Arturo Alessandri                          | PL                                               |
| Pedro Aguirre Cerda                 | 1924                | Arturo Alessandri                          | PR                                               |
| José Maza Fernández                 | 1924                | Arturo Alessandri                          | PLDo                                             |
| Cornelio Saavedra Montt             | 1924                | Arturo Alessandri                          | PN                                               |
| Pedro Aguirre Cerda                 | 1924                | Arturo Alessandri                          | PR                                               |
| Luis Altamirano Talavera            | 1924                | Arturo Alessandri                          | Militair                                         |
| Alcíbiades Roldán Álvarez           | 1924                | Militaire Junta van 1924                   | PL                                               |
| Rafael Luis Barahona San Martín     | 1924-1925           | Junta Militar de 1924                      | PN                                               |
| Jorge Matte Gormaz                  | 1925                | Militaire Junta van 1925                   | PN                                               |
| Francisco Mardones Otaíza           | 1925                | Arturo Alessandri                          | PD                                               |
| Luis Barros Borgoño                 | 1925                | Arturo Alessandri                          | PLD                                              |
| Manuel Véliz                        | 1925                | Luis Barros Borgoño                        | Militair                                         |
| Maximiliano Ibáñez Ibáñez           | 1925-1926           | Emiliano Figueroa                          | PL                                               |
| Manuel Rivas Vicuña                 | 1926-1927           | Emiliano Figueroa                          | PL                                               |
| Carlos Ibáñez del Campo             | 1927                | Emiliano Figueroa                          | Militair                                         |
| Carlos Frödden Lorenzen             | 1927                | Carlos Ibáñez del Campo                    | Militair                                         |
| Enrique Balmaceda Toro              | 1927-1928           | Carlos Ibáñez del Campo                    | PLD                                              |
| Guillermo Edwards Matte             | 1928-1929           | Carlos Ibáñez del Campo                    | PL                                               |
| Enrique Bermúdez de la Paz          | 1929-1930           | Carlos Ibáñez del Campo                    | PL                                               |
| David Hermosilla                    | 1930                | Carlos Ibáñez del Campo                    | PR                                               |
| Carlos Frödden Lorenzen             | 1930-1931           | Carlos Ibáñez del Campo                    | Militair                                         |
| Juan Esteban Montero                | 1931                | Carlos Ibáñez del Campo                    | PR                                               |
| Miguel Letelier Espínola            | 1931                | Carlos Ibáñez del Campo                    | PN                                               |
| Carlos Frödden Lorenzen             | 1931                | Carlos Ibáñez del Campo                    | Militair                                         |
| Juan Esteban Montero                | 1931                | Pedro Opazo                                | PR                                               |
| Luis Gutiérrez Alliendes            | 1931                | Juan Esteban Montero                       | PCon                                             |
| Manuel Trucco Franzani              | 1931                | Juan Esteban Montero                       | PR                                               |
| Horacio Hevia Labbé                 | 1931                | Manuel Trucco                              | PR                                               |
| Marcial Mora Miranda                | 1931-1932           | Manuel Trucco                              | PR                                               |
| Víctor Vicente Robles Valenzuela    | 1932                | Juan Esteban Montero                       | PR                                               |
| Arturo Puga Osorio                  | 1932                | Militaire Junta van 1932                   | Militair                                         |
| Rolando Merino Reyes                | 1932                | Militaire Junta van 1932                   | NAP                                              |
| Arturo Ruiz Maffei                  | 1932                | Militaire Junta van 1932                   | Militair                                         |
| Juan Antonio Ríos Morales           | 1932                | República Socialista de Chile              | PR                                               |
| Eliseo Peña Villalón                | 1932                | Carlos Dávila                              | PRS                                              |
| Joaquín Fernández y Fernández       | 1932                | Carlos Dávila                              | partijloos                                       |
| Bartolomé Blanche Espejo            | 1932                | Carlos Dávila                              | Militar                                          |
| Ernesto Barros Jarpa                | 1932                | Bartolomé Blanche (Provisioneel President) | PL                                               |
| Javier Ángel Figueroa Larraín       | 1932                | Abraham Oyanedel (Provisioneel President)  | PL                                               |
| Horacio Hevia Labbé                 | 1932-1933           | Arturo Alessandri                          | PSR                                              |
| Alfredo Piwonka Jilabert            | 1933-1934           | Arturo Alessandri                          | PR                                               |
| Luis Salas Romo                     | 1934-1935           | Arturo Alessandri                          | PR                                               |
| Luis Cabrera Negrete                | 1935-1936           | Arturo Alessandri                          | PL                                               |
| Matías Silva Sepúlveda              | 1936-1938           | Arturo Alessandri                          | PL                                               |
| Luis Salas Romo                     | 1938                | Arturo Alessandri                          | PR                                               |
| Pedro Enrique Alfonso Barrios       | 1938                | Pedro Aguirre Cerda                        | PR                                               |
| Guillermo Labarca Hubertson         | 1938-1939           | Pedro Aguirre Cerda                        | PR                                               |
| Humberto Álvarez Suárez             | 1939-1940           | Pedro Aguirre Cerda                        | PR                                               |
| Guillermo Labarca Hubertson         | 1940                | Pedro Aguirre Cerda                        | PR                                               |
| Arturo Olavarria Bravo              | 1940-1941           | Pedro Aguirre Cerda                        | PR                                               |
| Carlos Valdovinos Valdovinos        | 1941                | Pedro Aguirre Cerda                        | partijloos                                       |
| Leonardo Guzmán Cortés              | 1941                | Pedro Aguirre Cerda                        | PR                                               |
| Jerónimo Méndez Arancibia           | 1941                | Pedro Aguirre Cerda                        | PR                                               |
| Leonardo Guzmán Cortés              | 1941                | Jerónimo Méndez                            | PR                                               |
| Alfredo Rosende Verdugo             | 1941-1942           | Jerónimo Méndez                            | PR                                               |
| Raúl Morales Beltramí               | 1942-1943           | Juan Antonio Ríos                          | PR                                               |
| Julio Allard Pinto                  | 1943                | Juan Antonio Ríos                          | Militar                                          |
| Osvaldo Hiriart Corvalán            | 1943-1944           | Juan Antonio Ríos                          | PR                                               |
| Jaime Alfonso Quintana Burgos       | 1944-1945           | Juan Antonio Ríos                          | PR                                               |
| Hernán Figueroa Anguita             | 1945                | Juan Antonio Ríos                          | PR                                               |
| Luis Álamos Barros                  | 1945                | Juan Antonio Ríos                          | PR                                               |
| Alfredo Duhalde Vásquez             | 1945-1946           | Juan Antonio Ríos                          | PR                                               |
| Vicente Merino Bielich              | 1946                | Alfredo Duhalde                            | Militar                                          |
| Juan Antonio Iribarren Cabezas      | 1946                | Alfredo Duhalde                            | PR                                               |
| Luis Alberto Cuevas Contreras       | 1946                | Juan Antonio Iribarren                     | PR                                               |
| Luis Alberto Cuevas Contreras       | 1946-1947           | Gabriel González Videla                    | PR                                               |
| Immanuel Holger Torres              | 1947-1948           | Gabriel González Videla                    | Militair                                         |
| Jaime Alfonso Quintana Burgos       | 1948                | Gabriel González Videla                    | PR                                               |
| Immanuel Holger Torres              | 1948-1950           | Gabriel González Videla                    | Militair                                         |
| Pedro Enrique Alfonso Barrios       | 1950-1951           | Gabriel González Videla                    | PR                                               |
| Jaime Alfonso Quintana Burgos       | 1951-1952           | Gabriel González Videla                    | PR                                               |
| Carlos Torres Hevia                 | 1952                | Gabriel González Videla                    | Militair                                         |
| Guillermo del Pedregal Herrera      | 1952-1953           | Carlos Ibáñez del Campo                    | partijloos                                       |
| Osvaldo Koch Krefft                 | 1953-1954           | Carlos Ibáñez del Campo                    | partijloos                                       |
| Santiago Wilson Hernández           | 1954                | Carlos Ibáñez del Campo                    | PDP                                              |
| Jorge Araos Salinas                 | 1954                | Carlos Ibáñez del Campo                    | Militair                                         |
| Abdón Parra Urzúa                   | 1954                | Carlos Ibáñez del Campo                    | Militair                                         |
| Arturo Olavarria Bravo              | 1954-1955           | Carlos Ibáñez del Campo                    | PRDo                                             |
| Sergio Recabarren Valenzuela        | 1955                | Carlos Ibáñez del Campo                    | PAL                                              |
| Carlos Montero Schmidt              | 1955                | Carlos Ibáñez del Campo                    | PAL                                              |
| Osvaldo Koch Krefft                 | 1955                | Carlos Ibáñez del Campo                    | partijloos                                       |
| Benjamín Videla Vergara             | 1955-1957           | Carlos Ibáñez del Campo                    | Militair                                         |
| Jorge Aravena Carrasco              | 1957                | Carlos Ibáñez del Campo                    | PAL                                              |
| Juan Francisco O'Ryan Orrego        | 1957                | Carlos Ibáñez del Campo                    | Militair                                         |
| Horacio Arce Fernández              | 1957                | Carlos Ibáñez del Campo                    | Militair                                         |
| Juan Francisco O'Ryan Orrego        | 1957-1958           | Carlos Ibáñez del Campo                    | Militair                                         |
| Eduardo Úrzua Merino                | 1958                | Carlos Ibáñez del Campo                    | partijloos                                       |
| Abel Valdés Acuña                   | 1958                | Carlos Ibáñez del Campo                    | Militair                                         |
| Enrique Ortúzar Escobar             | 1958-1959           | Jorge Alessandri Rodriguez                 | Onafhankelijk (PCon-PL)                          |
| Sótero del Río Gundián              | 1959-1964           | Jorge Alessandri Rodriguez                 | Onafhankelijk (PCon-PL) Frente Democrático Chile |
| Bernardo Leighton Guzmán            | 1964-1968           | Eduardo Frei Montalva                      | PDC                                              |
| Edmundo Pérez Zujovic               | 1968-1969           | Eduardo Frei Montalva                      | PDC                                              |
| Patricio Rojas Saavedra             | 1969-1970           | Eduardo Frei Montalva                      | PDC                                              |
| José Tohá González                  | 1970-1972           | Salvador Allende Gossens                   | PS Unidad Popular                                |
| Alejandro Ríos Valdivia             | 1972                | Salvador Allende Gossens                   | PR Unidad Popular                                |
| Hernán del Canto Riquelme           | 1972                | Salvador Allende Gossens                   | PS Unidad Popular                                |
| Jaime Suárez Bastidas               | 1972                | Salvador Allende Gossens                   | PS Unidad Popular                                |
| Carlos Prats González               | 1972-1973           | Salvador Allende Gossens                   | Militair Unidad Popular                          |
| Gerardo Espinoza Carrillo           | 1973                | Salvador Allende Gossens                   | PS Unidad Popular                                |
| Carlos Briones Olivos               | 1973                | Salvador Allende Gossens                   | PS Unidad Popular                                |
| Orlando Letelier del Solar          | 1973                | Salvador Allende Gossens                   | PS Unidad Popular                                |
| Carlos Briones Olivos               | 1973                | Salvador Allende Gossens                   | PS Unidad Popular                                |
| Óscar Bonilla Bradanovic            | 1973-1974           | Augusto Pinochet                           | Militair                                         |
| César Raúl Benavides Escobar        | 1974-1978           | Augusto Pinochet                           | Onafhankelijk                                    |
| Sergio Fernández Fernández          | 1978-1982           | Augusto Pinochet                           | Onafhankelijk                                    |
| Enrique Montero Marx                | 1982-1983           | Augusto Pinochet                           | Onafhankelijk                                    |
| Sergio Onofre Jarpa Reyes           | 1983-1985           | Augusto Pinochet                           | Onafhankelijk                                    |
| Ricardo García Rodríguez            | 1985-1987           | Augusto Pinochet                           | Onafhankelijk                                    |
| Sergio Fernández Fernández          | 1987-1988           | Augusto Pinochet                           | Onafhankelijk                                    |
| Carlos Cáceres Contreras            | 1988-1990           | Augusto Pinochet                           | Onafhankelijk                                    |
| Enrique Krauss Rusque               | 1990-1994           | Patricio Aylwin Azócar                     | PDC                                              |
| Germán Correa Díaz                  | 1994                | Eduardo Frei Ruiz-Tagle                    | PS                                               |
| Carlos Figueroa Serrano             | 1994-1998           | Eduardo Frei Ruiz-Tagle                    | PDC                                              |
| Raúl Troncoso Castillo              | 1998-2000           | Eduardo Frei Ruiz-Tagle                    | PDC                                              |
| José Miguel Insulza Salinas         | 2000-2005           | Ricardo Lagos Escobar                      | PS                                               |
| Francisco Vidal Salinas             | 2005-2006           | Ricardo Lagos Escobar                      | PPD                                              |
| Andrés Zaldívar Larraín             | 2006                | Michelle Bachelet Jeria                    | PDC                                              |
| Belisario Velasco Baraona           | 2006-2008           | Michelle Bachelet Jeria                    | PDC                                              |
| Edmundo Pérez Yoma                  | 2006-2010           | Michelle Bachelet Jeria                    | PDC                                              |
| Rodrigo Hinzpeter Kirberg           | 2010-2012           | Sebastián Piñera Echenique                 | RN                                               |
| Andrés Chadwick Piñera              | 2012-2014           | Sebastián Piñera Echenique                 | UDI                                              |
| Rodrigo Peñailillo Briceño          | 2014-2015           | Michelle Bachelet Jeria                    | PPD                                              |
| Jorge Burgos Varela                 | 2015-2016           | Michelle Bachelet Jeria                    | PDC                                              |
| Mario Fernández Baeza               | 2016-2018           | Michelle Bachelet Jeria                    | PDC                                              |
| Andrés Chadwick Piñera              | 2018-2019           | Sebastián Piñera Echenique                 | UDI                                              |
| Gonzalo Blumel Mac-Iver             | 2019-2020           | Sebastián Piñera Echenique                 | Evópoli                                          |
| Víctor Pérez Varela                 | 2020                | Sebastián Piñera Echenique                 | UDI                                              |
| Rodrigo Delgado Mocarquer           | 2020-2022           | Sebastián Piñera Echenique                 | UDI                                              |
| Izkia Siches Pastén                 | sinds 2022          | Gabriel Boric Font                         | Onafhankelijk                                    |

- N.B.: Cursief gedrukte presidenten waren waarnemend staatshoofd.

Legenda

- PL - Partido Liberal
- PLDo - Partido Liberal Doctrinario
- PLD - Partido Liberal Democrático
- PR - Partido Radical
- PN - Partido Nacional
- PD - Partido Democrático
- PDC - Partido Demócrata Cristiano
- PPD - Partido por la Democracia
- PS - Partido Socialista
- PCon - Partido Conservador
- NAP - Nueva Acción Pública
- PRS - Partido Radical Socialista
- PSR - Partido Social Republicano
- PDP - Partido Democrático del Pueblo
- PRDo - Partido Radical Doctrinario
- PAL - Partido Agrario Laborista
- UDI - Unión Demócrata Independiente
- RN - Renovación Nacional
- Evópoli - Evolución Política